# 이언 체스터턴
이언 체스터턴 (Ian Chesterton)은 영국의 SF 드라마 닥터 후의 등장인물이다. 1대 닥터의 첫번째 동행자로, 윌리엄 러셀이 배역을 맡았다. 1963년부터 1965년까지 총 16편 (77화)에 걸쳐 출연한 닥터 후 최초의 등장인물 중 하나다.
드라마를 각색한 영화인 《후 박사와 달렉들》 (Dr. Who and the Daleks, 1965)에서도 등장하며 로이 캐슬이 배역을 맡았다. 다만 여기서는 이름만 같을 뿐 전혀 다른 사람으로 등장한다.

## 같이 보기
- 1대 닥터
- 수전 포어맨
- 바버라 라이트